# Rolls-Royce/SNECMA M45H
Le Rolls-Royce/SNECMA M45H est un réacteur d'avion produit conjointement par les motoristes Rolls-Royce et SNECMA.
Il a équipé essentiellement les VFW 614.

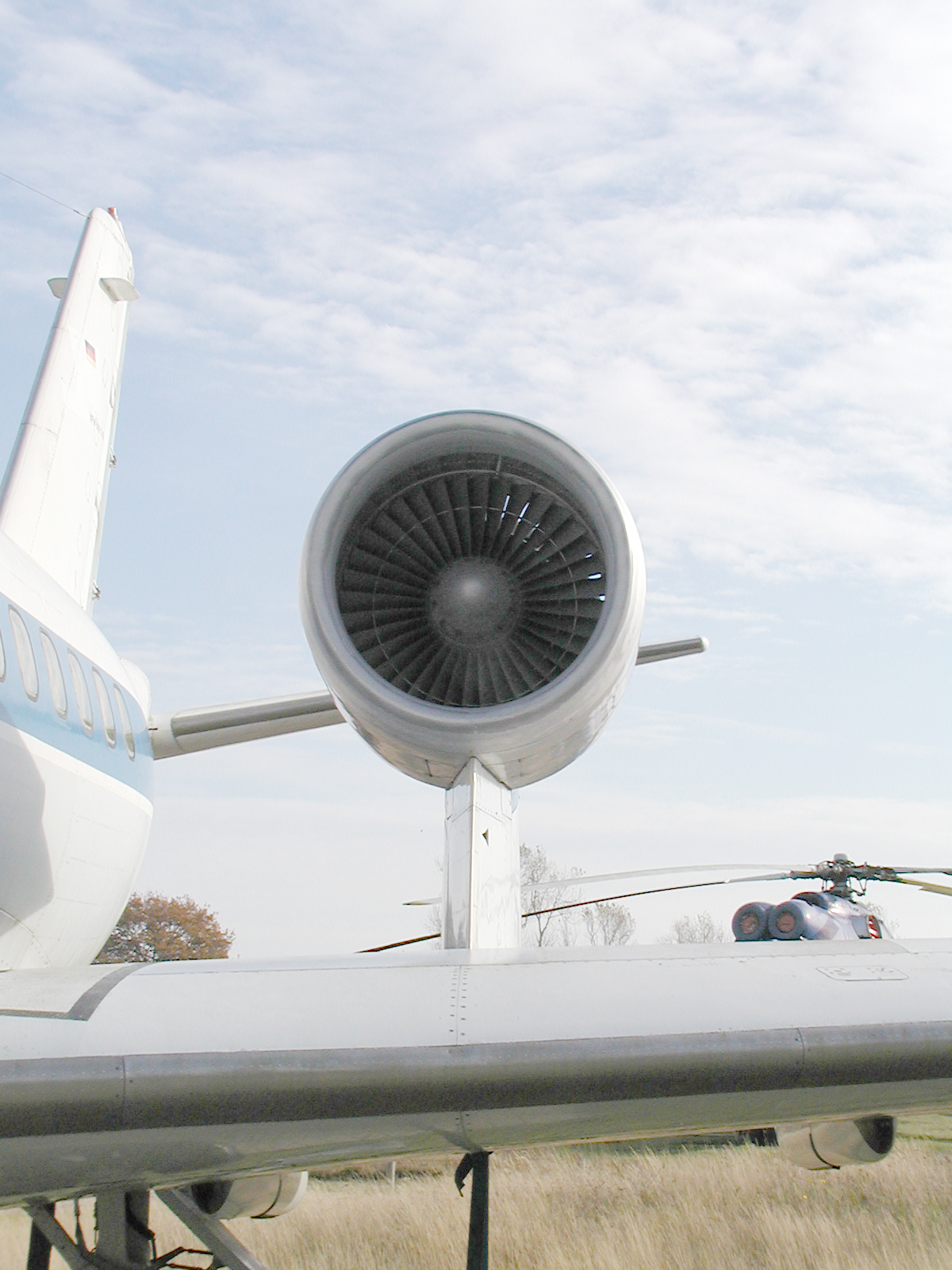
Plan rapproché exposant la disposition inhabituelle du moteur sur l'aile.